# 多米尼克·布利尼
查尔斯·多米尼克·约瑟夫·布利尼（英語：Charles Dominique Joseph Bouligny，1773年8月22日—1833年3月4日）为美国律师、奴隶主及政治人物，于1824年至1829年间担任路易斯安那州联邦参议员。他之前曾在路易斯安那领地众议院任职，且具有法国和西班牙血统，是州众议员路易斯·布利尼的兄长，也是代表新奥尔良地区的联邦众议员约翰·爱德华·布利尼的叔叔。